# 게오르게 아브라메스쿠

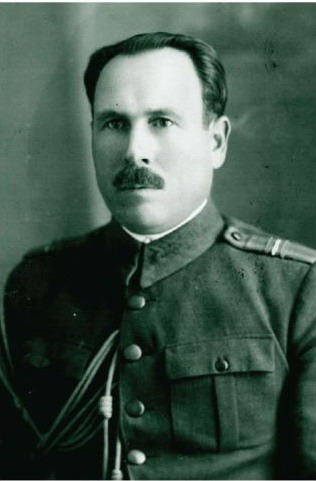
게오르게 아브라메스쿠의 1945년 모습

게오르게 아브라메스쿠(루마니아어: Gheorghe Avramescu, 1888년 ~ 1945년 3월 3일)는 제2차 세계 대전에 참전한 루마니아의 군인으로 동부 전선에서 벌어진 여러 전투에 참여했다.
1941년에 루마니아 제10군단의 사령관으로 임명되어 세바스토폴 포위전 등을 지휘했고 1943년에는 루마니아 제3군단, 1944년부터 1945년 사이에는 루마니아 제4군단을 지휘했다. 1945년 3월 3일에 소련군의 공습으로 전사했는데 NKVD에 의해 살해되었다는 설도 있다.